# Julius Walter Hammer

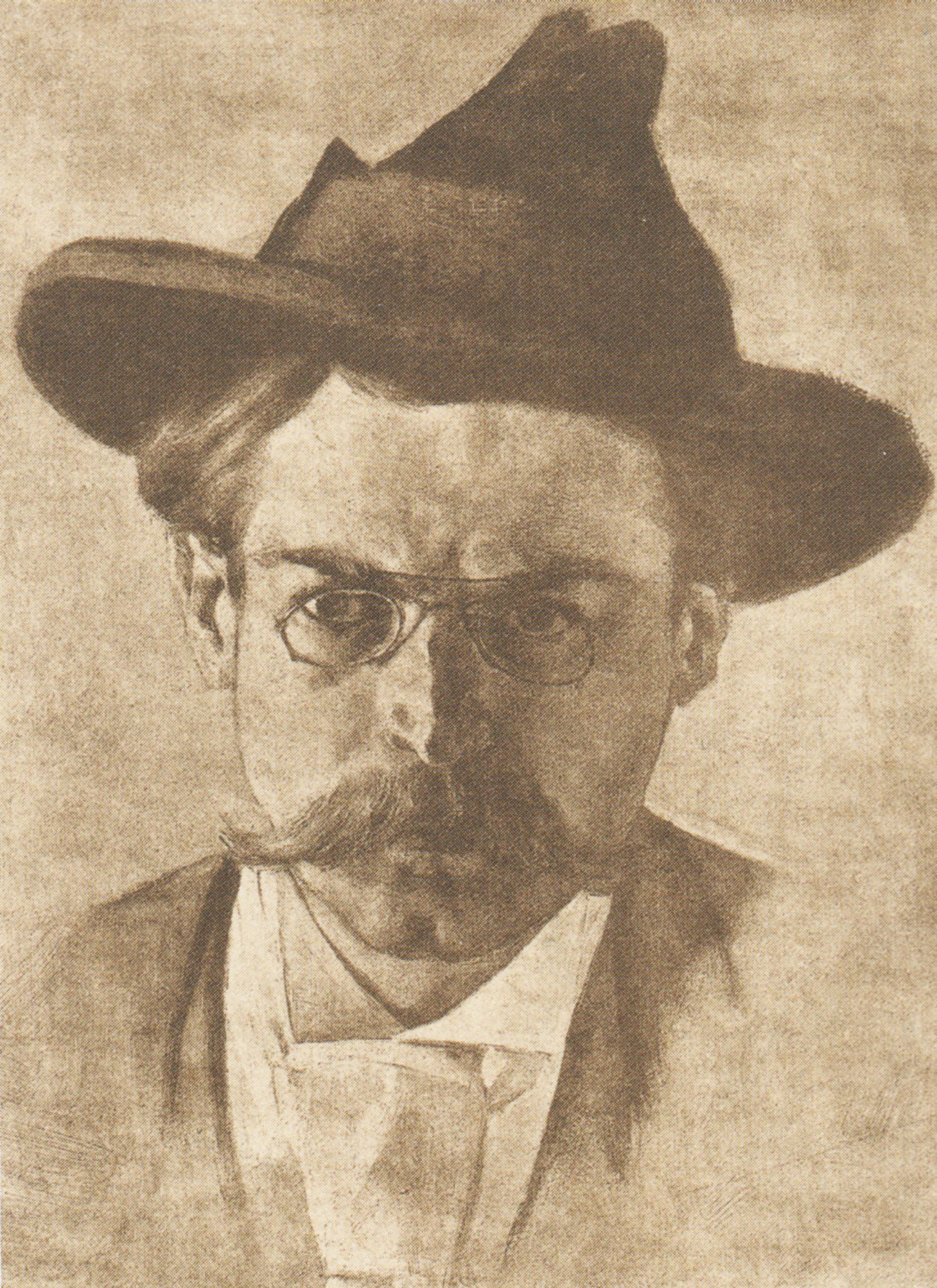
Julius Walter Hammer (ca. 1915)

Julius Walter Hammer (* 4. August 1873 in Dresden; † 25. September 1922 in Leipzig) war ein deutscher Maler und Grafiker.

## Leben
Julius Walter Hammer (oft nur Walter Hammer) war der Sohn des Güterverwalters bei den Königlich Sächsischen Staatseisenbahnen Armin Ludolph Hammer. Julius Walter Hammer studierte 1899 an der Kunstakademie Dresden und ging im Folgejahr nach Leipzig, wo er sein Studium an der Akademie für Graphische Künste und Buchgewerbe fortsetzte. Grund für den Wechsel war Katharina Rüll, die Tochter des Verlagsbuchhändlers Conrad Rüll, die Hammer 1899 geheiratet hatte. Das Paar bekam 1901 die Tochter Fanny und 1905 die Tochter Clara.
Hammer verdiente seinen Lebensunterhalt mit Werbegrafik sowie als Pressezeichner und Illustrator, wobei er eng mit dem Verlagshaus J. J. Weber zusammenarbeitete, das die Illustrirte Zeitung herausgab. Kontakte zur Künstlerszene knüpfte er als Mitglied des Verbandes Deutscher Illustratoren und des Leipziger Künstlervereins. Bald nahm er mit grafischen Arbeiten an Ausstellungen teil, so 1907 an der Münchner Jahresausstellung und im gleichen Jahr an der Großen Berliner Kunstausstellung sowie 1913 auf der Großen Stuttgarter Landesausstellung. Er war auch auf den Leipziger Jahresausstellungen (LIA), im Kunstpavillon auf der Internationalen Baufach-Ausstellung 1913 sowie zur Bugra 1914 vertreten.
Sein künstlerisches Interesse galt besonders der Stadt Leipzig und ihren Menschen. Er porträtierte normale Leipziger Bürger, aber auch Künstler, wie Max Klinger (1857–1920) und Arthur Nikisch (1855–1922), und hielt Szenen Leipziger Lebens fest. Letzteres traf besonders auf die Kriegs- und Nachkriegszeit des Ersten Weltkriegs zu, wobei Not und Leid des Krieges in der Heimat eine wesentliche Rolle spielten. Hammer wurde zum „künstlerischen Chronisten des Leipziger Kriegsalltags“, was das Stadtgeschichtliche Museum Leipzig 2014/2015 in der Studioausstellung Leipziger Erinnerungen an den Großen Krieg 1914–1918 demonstrierte. Er hatte aber auch die „große Politik“ im Blick. Das belegen Blätter mit Szenen aus dem Reichstag und der Umstand, dass er als (möglicherweise einziger deutscher) Zeichner 1919 die Friedensverhandlungen von Versailles begleitete.
Bei meisterlicher Beherrschung der grafischen Techniken entwickelte sich Hammers Stil in den 1910er Jahren zunehmend zu einer expressionistischen Ausdrucksweise.
Im Jahr 1921 lähmte ein Schlaganfall seinen linken Arm, und im Folgejahr verstarb er, erst 49-jährig.
Über 70 seiner Arbeiten bewahrt das Stadtgeschichtliche Museum Leipzig.

Bildbeispiele
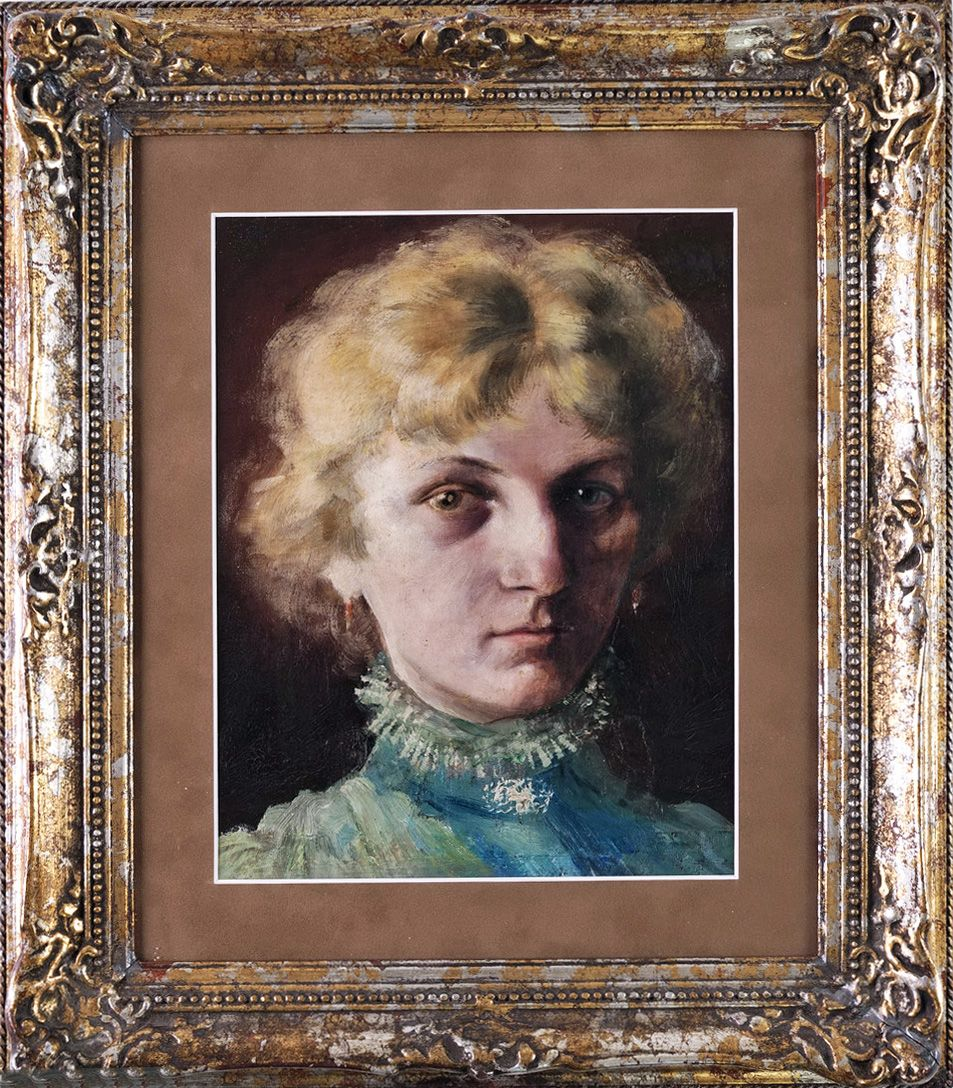
Seine Ehefrau Katharina (um 1900)
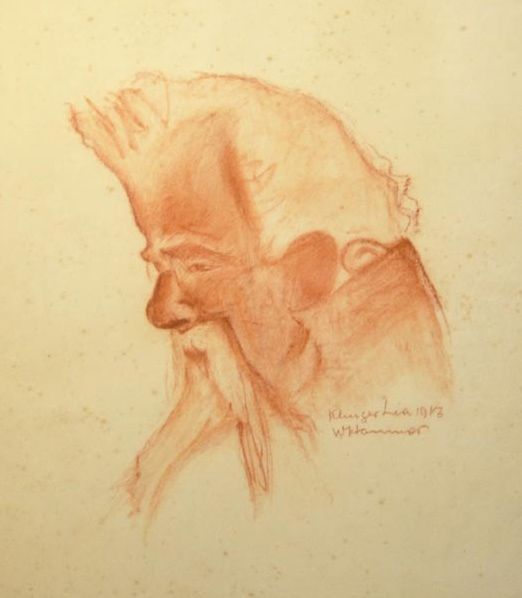
Max Klinger (1913)
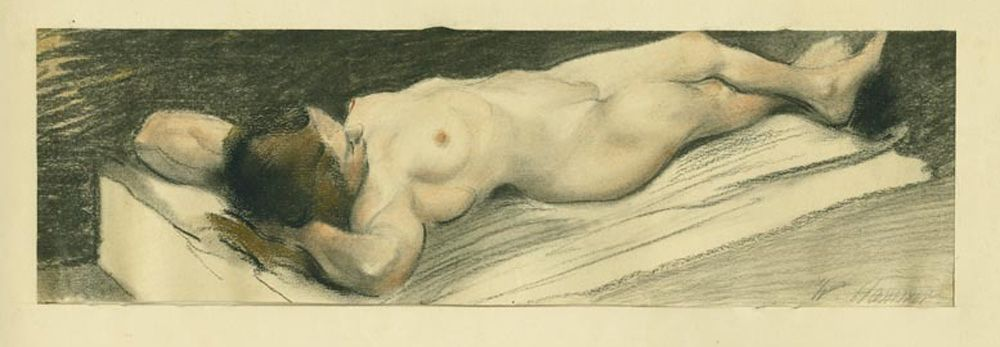
Liegender Akt (um 1905)
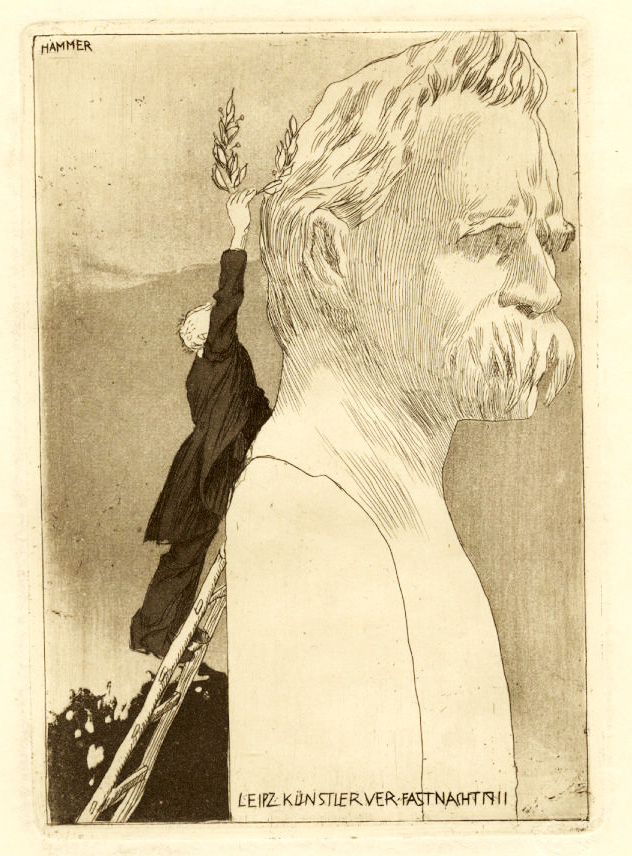
Der zu kleine Lobredner (1911)
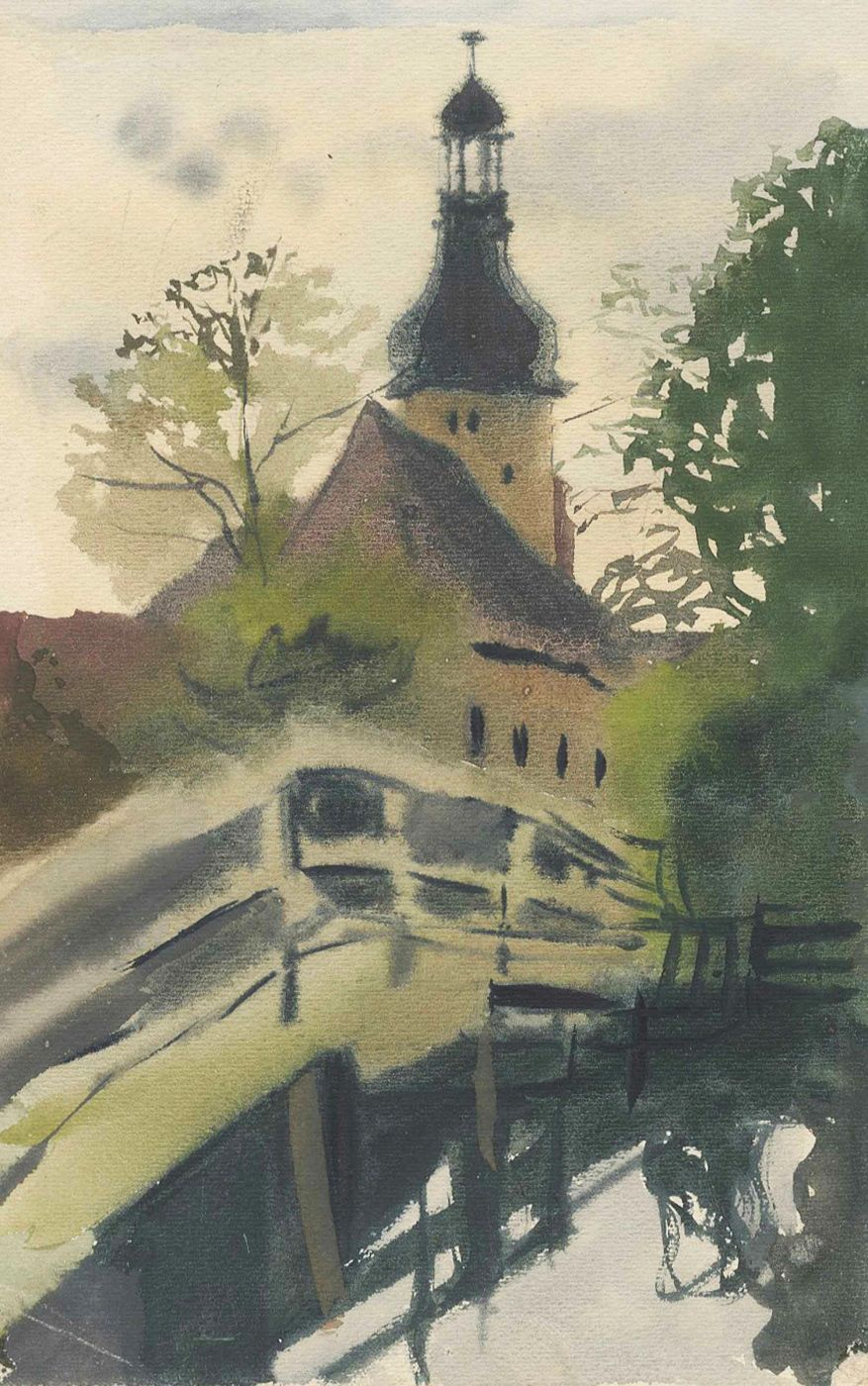
Motiv in Markkleeberg (1906)

... mit Leipzig-Bezug
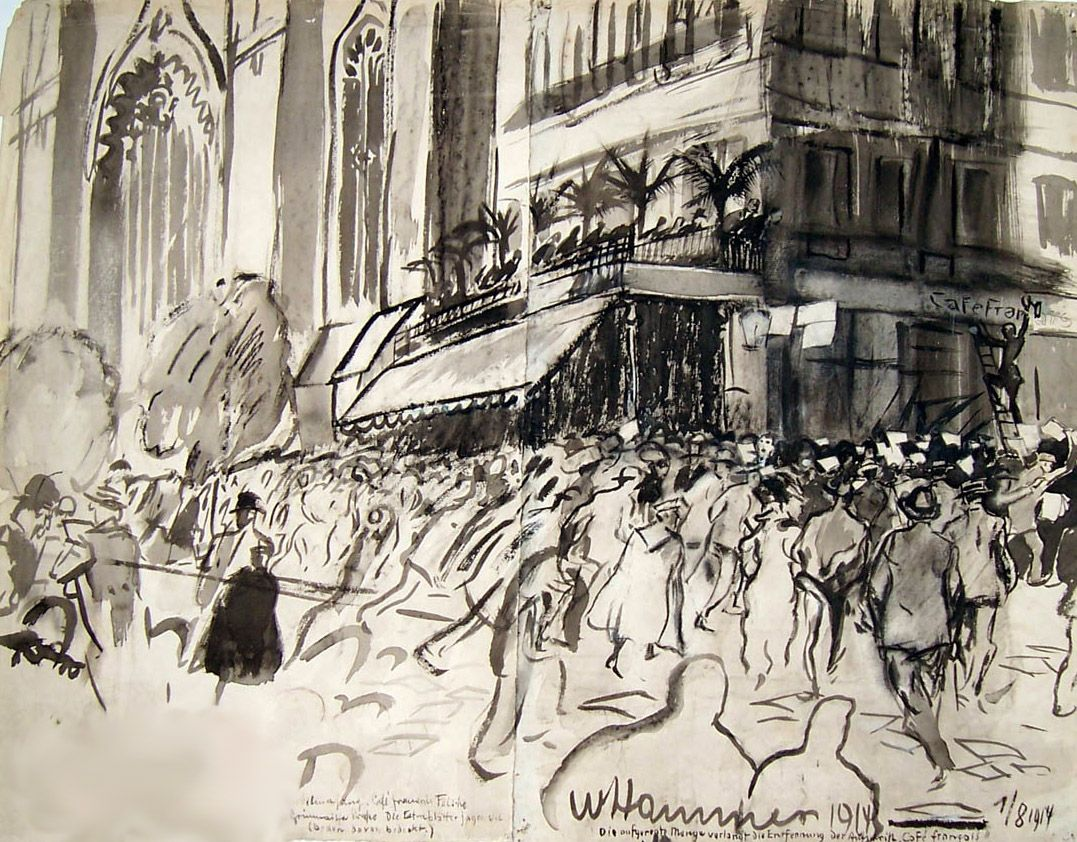
Eine aufgebrachte Menge fordert die Umbenennung des Café français (1914)
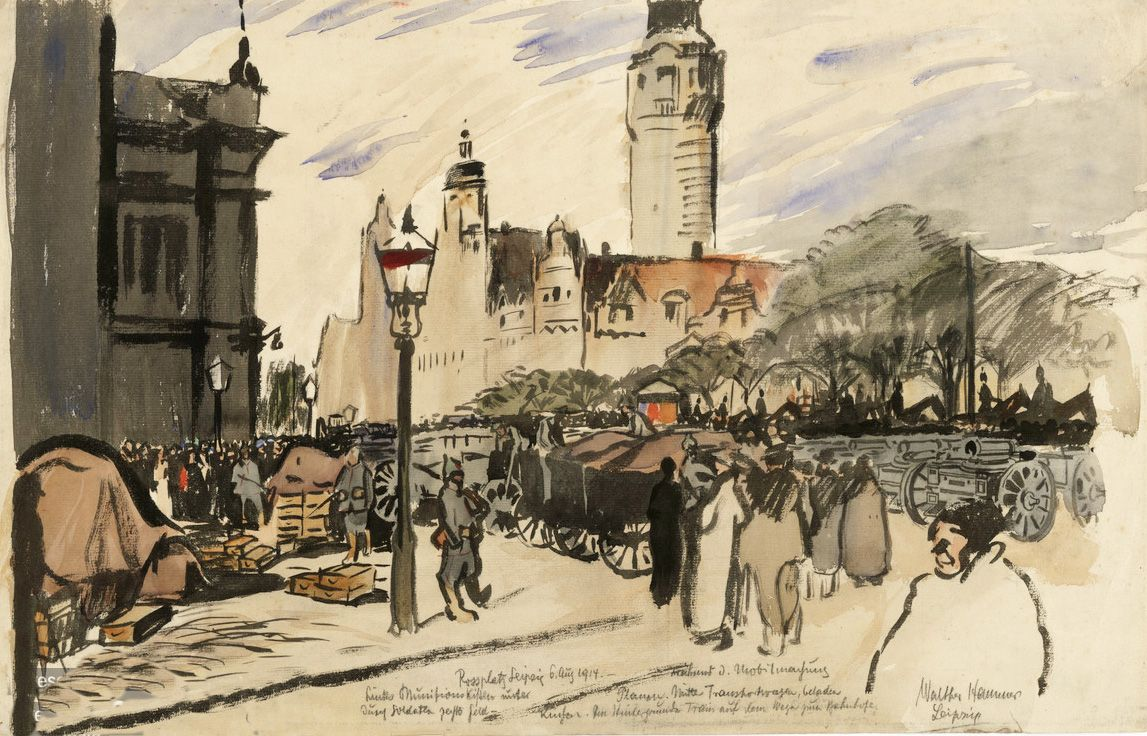
Am 6. August 1914 Geschütze und Munitionswagen vor dem  Neuen Rathaus
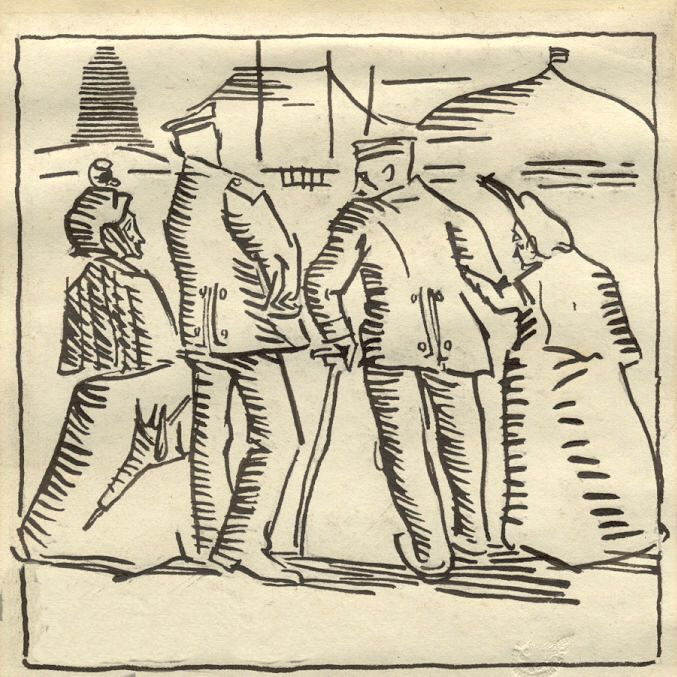
Mütter mit ihren kriegsversehrten Söhnen (1915)
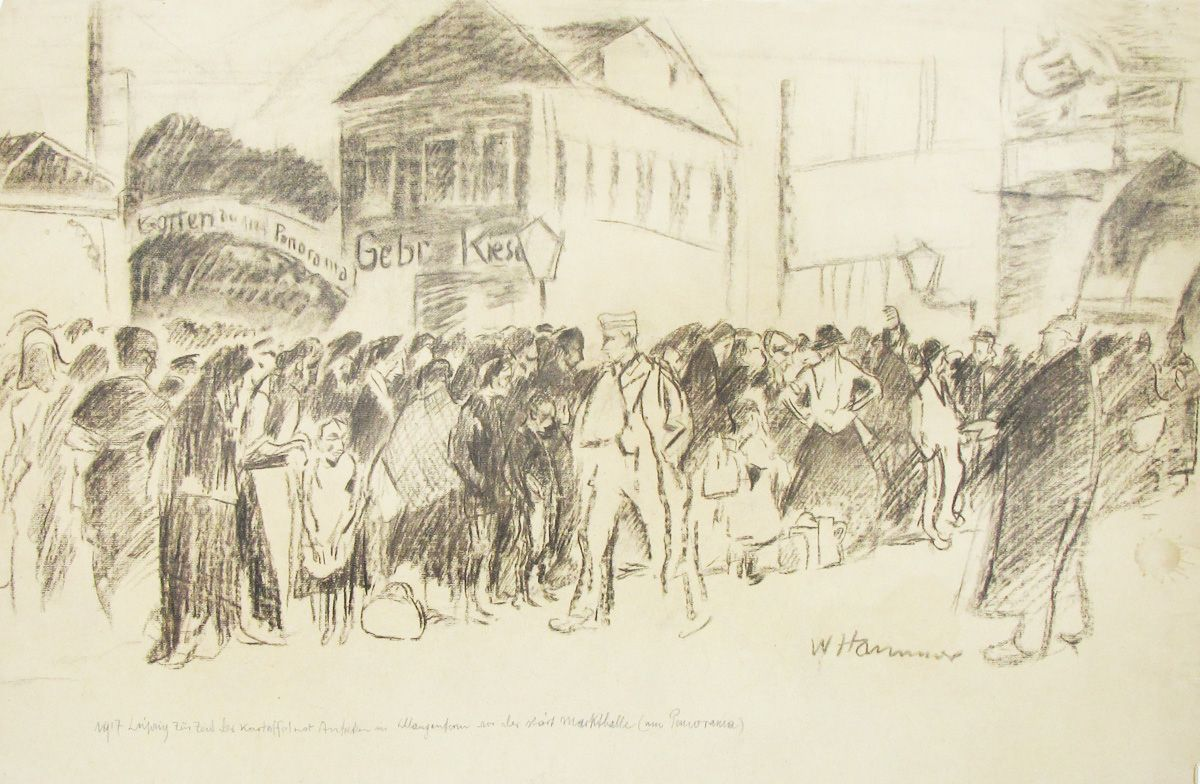
Warteschlange nach Kartoffeln an der Zentralmarkthalle (1917)
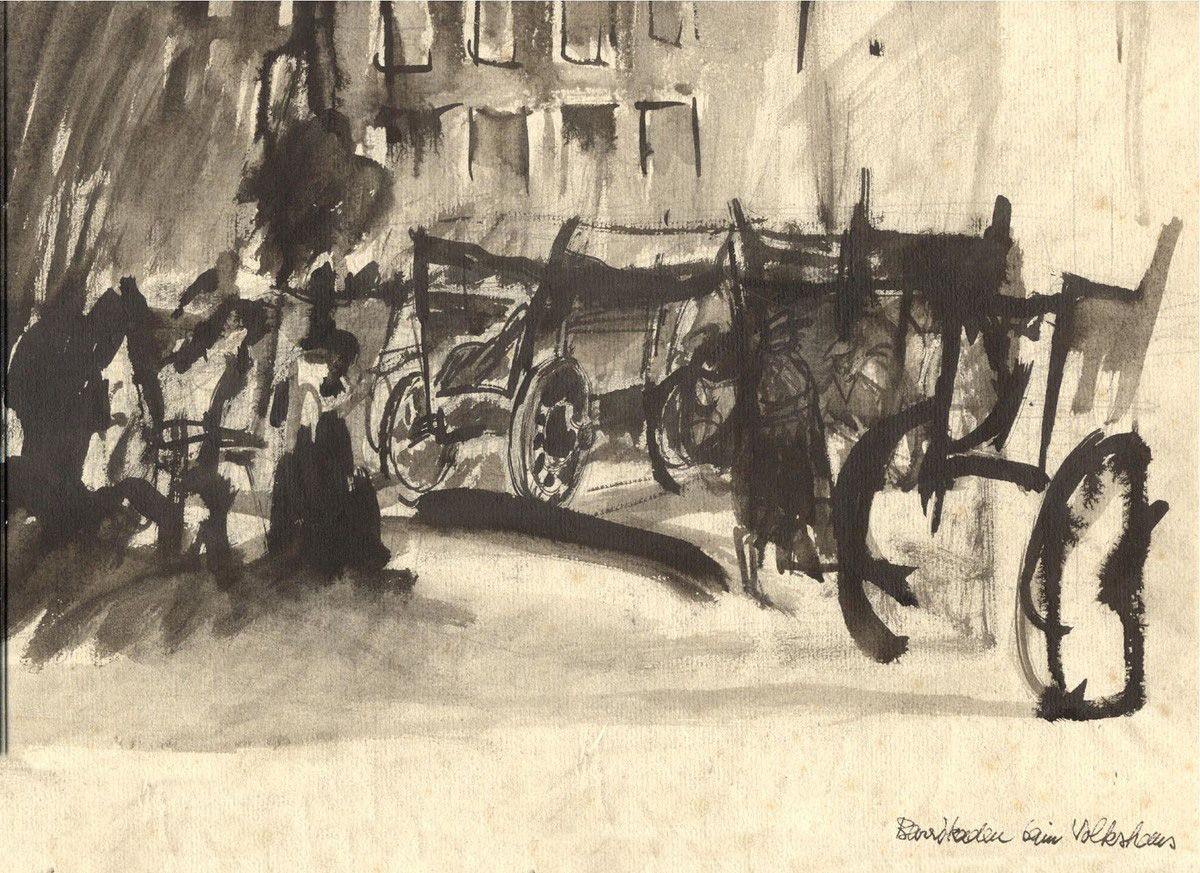
Barrikaden am Volkshaus (1920)